# Rejon stryjski
Rejon stryjski (ukr. Стрийський район) – jednostka administracyjna Ukrainy, w składzie obwodu lwowskiego. Głównym miastem jest Stryj.
Rejon został utworzony 17 lipca 2020 w związku z reformą podziału administracyjnego Ukrainy na rejony.

## Podział administracyjny rejonu
Rejon stryjski od 2020 roku dzieli się na terytorialne hromady:

- Hromada Hnizdyczów
- Hromada Grabowiec-Duliby
- Hromada Żydaczów
- Hromada Żurawno
- Hromada Koziowa
- Hromada Mikołajów
- Hromada Morszyn
- Hromada Nowy Rozdół
- Hromada Rozwadów
- Hromada Skole
- Hromada Sławsko
- Hromada Stryj
- Hromada Trościaniec
- Hromada Chodorów